# Астрагал блідий
Астрага́л бліди́й (Astragalus pallescens) — вид трав'янистих рослин з родини бобових, поширений у Молдові, Україні, пд.-зх. Росії.

## Опис
Багаторічна рослина 15–30 см. Листки з 6–8 пар довгасто-лінійних або лінійних листочків, короткочерешкові. Квітконоси не менше ніж в 2 рази перевищують листки. Китиці до 10 см завдовжки. Чашечка 10–14 мм довжиною, боби 10–15 мм довжиною. Віночок блідо-жовтий.

## Поширення
Поширений у Молдові, Україні, пд.-зх. Росії.
В Україні вид зростає на кам'янистих, крейдяних і лесових відслоненнях, на степах — на півдні Лісостепу і в Степу, в Степовому Криму, зрідка.